# Francesco Sacrati (Komponist)
Francesco Paolo Sacrati (* 17. September 1605 in Parma; † 20. Mai 1650 in Modena) war ein italienischer Komponist des Barock. Er gilt als einer der ersten Komponisten der venezianischen Oper.

## Leben und Werk
Francesco Sacrati wirkte von 1641 bis 1644 als Impressario am Teatro nuovissimo in Venedig. Ab dem 3. Juni 1649 wirke er als Hofkapellmeister in Modena. Die Oper Delia o La sera sposa del sole (1639) schrieb Sacrati wahrscheinlich in Zusammenarbeit mit seinem Lehrer Francesco Manelli. Die Oper La finta pazza (Venedig 1641, 1645 auch von der von Jules Mazarin nach Paris berufenen italienischen Operntruppe aufgeführt) ist eine derjenigen komischen Opern, die mehr als 50 Jahre vor der neapolitanischen Opera buffa durch den späteren Papst Julio Rospigliosi angeregt wurden. Weitere Opern von Francesco Sacrati sind Bellerofonte (1642), La Venere gelosa (Venedig, 1643), Ulisse errante (1644), Proserpina rapita (1644), La Semiramide in India (1648), L’isola d’Alcina (Panzano bei Bologna, 1648). Zudem verfasste er zwei Bücher mit ein- bis vierstimmigen Madrigalen, die nicht erhalten sind.